# Llast

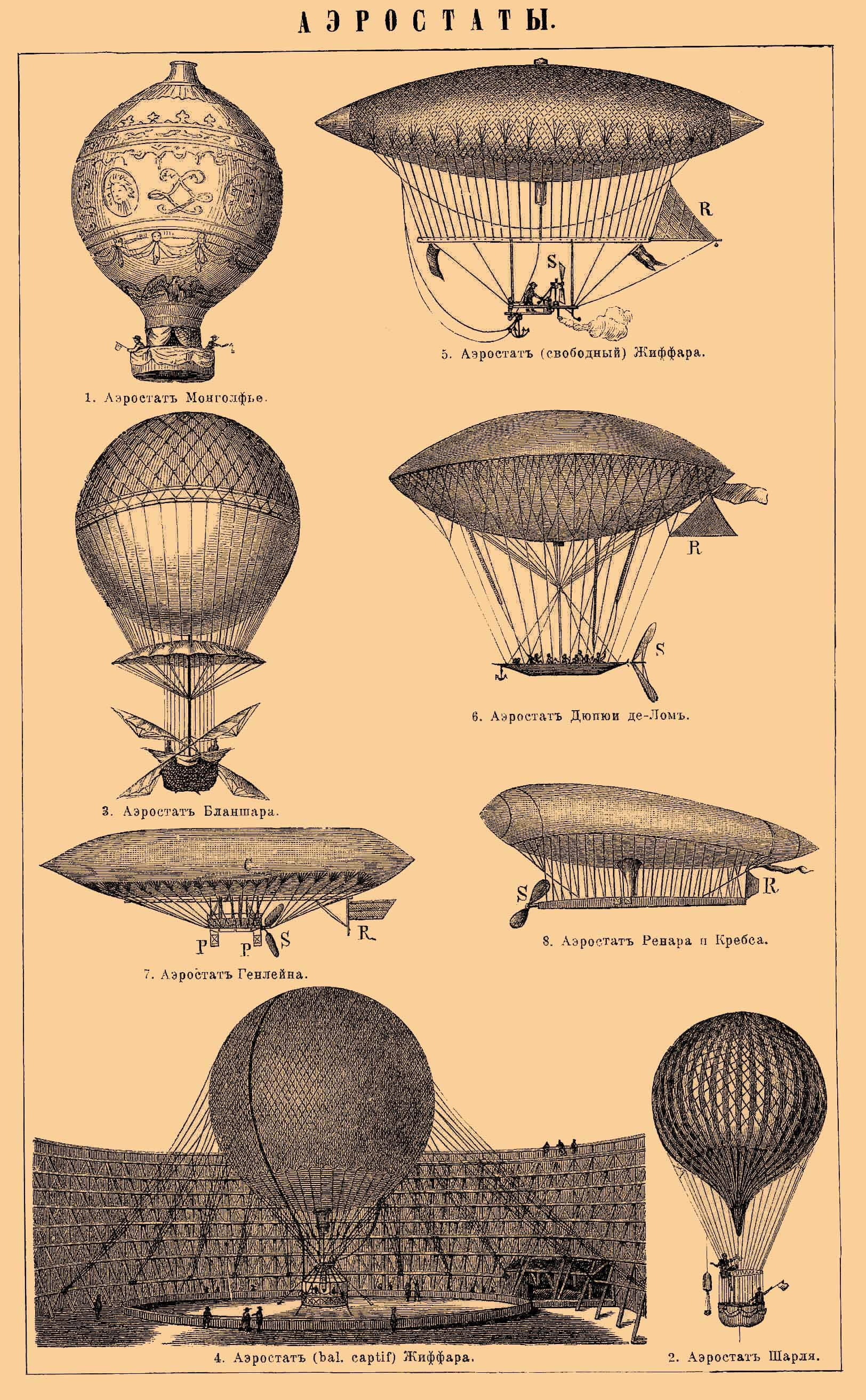
Aerostats que feien ús de llast

El terme llast en general designa cossos pesants que s'utilitzen per llastar/carregar un element (vaixell, globus, dirigible, submarinista, etc.), per tal de moure el centre de gravetat, variar la flotabilitat, l'empenyiment cap amunt dins un fluid o augmentar la massa (inèrcia o pes) de tot un conjunt.

## Vaixells i embarcacions

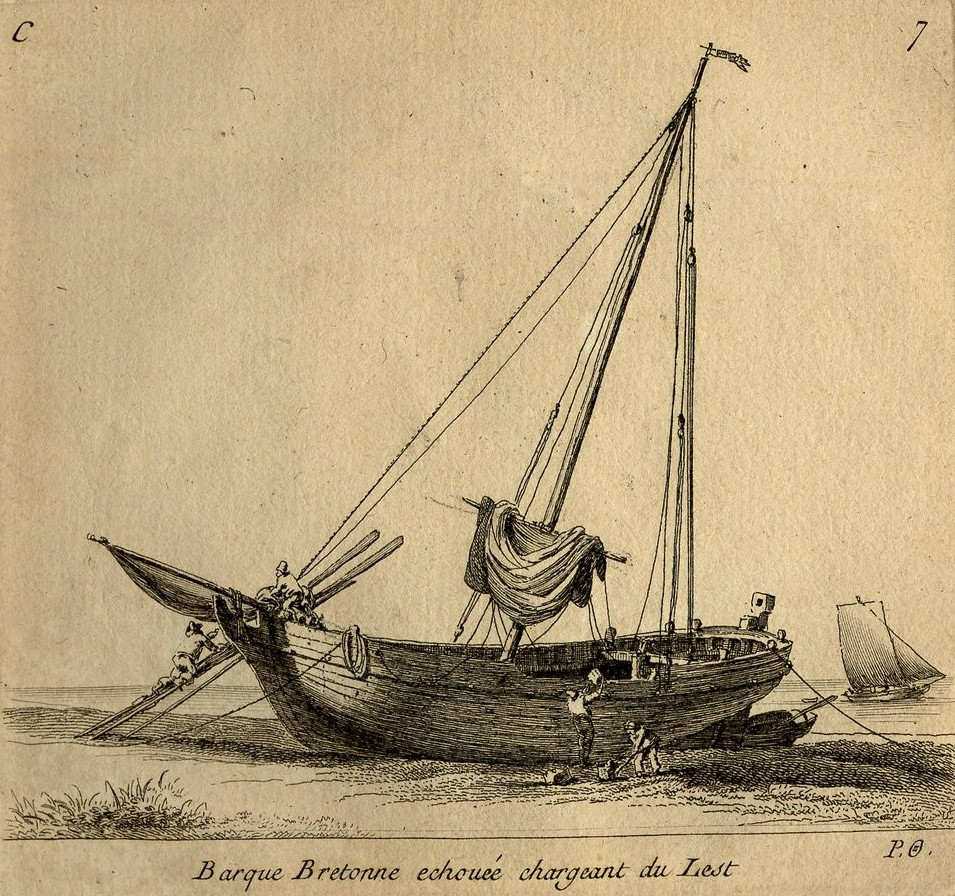
Barca bretona carregant llast a la platja, a principis del.

Per a les embarcacions petites, el llast és el conjunt de material que es guarda a la part inferior del buc o que forma part de la quilla
En vaixells de grans dimensions, el llast proporciona l'estabilitat i/o la caiguda necessària per obtenir una immersió suficient de l’hèlix i millors qualitats nàutiques. En el passat, els vaixells alts es llastaven amb sorra i/o pedres. Els vaixells actuals utilitzen aigua de mar injectada en tancs independents allotjats, entre altres llocs, al doble buc quan existeix, sistema anomenat de llast d’aigua. Es diu que un vaixell de càrrega navega en llast quan no té càrrega a bord i està carregat amb llast d'aigua.
Hi ha dos tipus de llast per embarcacions:
Llast intern
En vaixells de càrrega a vela es feia amb pedres, ferro colat o Cagaferro (residu de forn molt dens) o fins i tot barrils d’aigua que substituïen i /o completaven el pes de la càrrega. Alguns grans vaixells de càrrega d’acer del final de l'era de la vela, però, estaven equipats amb tancs profunds, dipòsits d’aigua integrats al fons de la bodega i que permetien la navegació pel llast sense la tediosa tasca de transportar pedres.
Llast extern

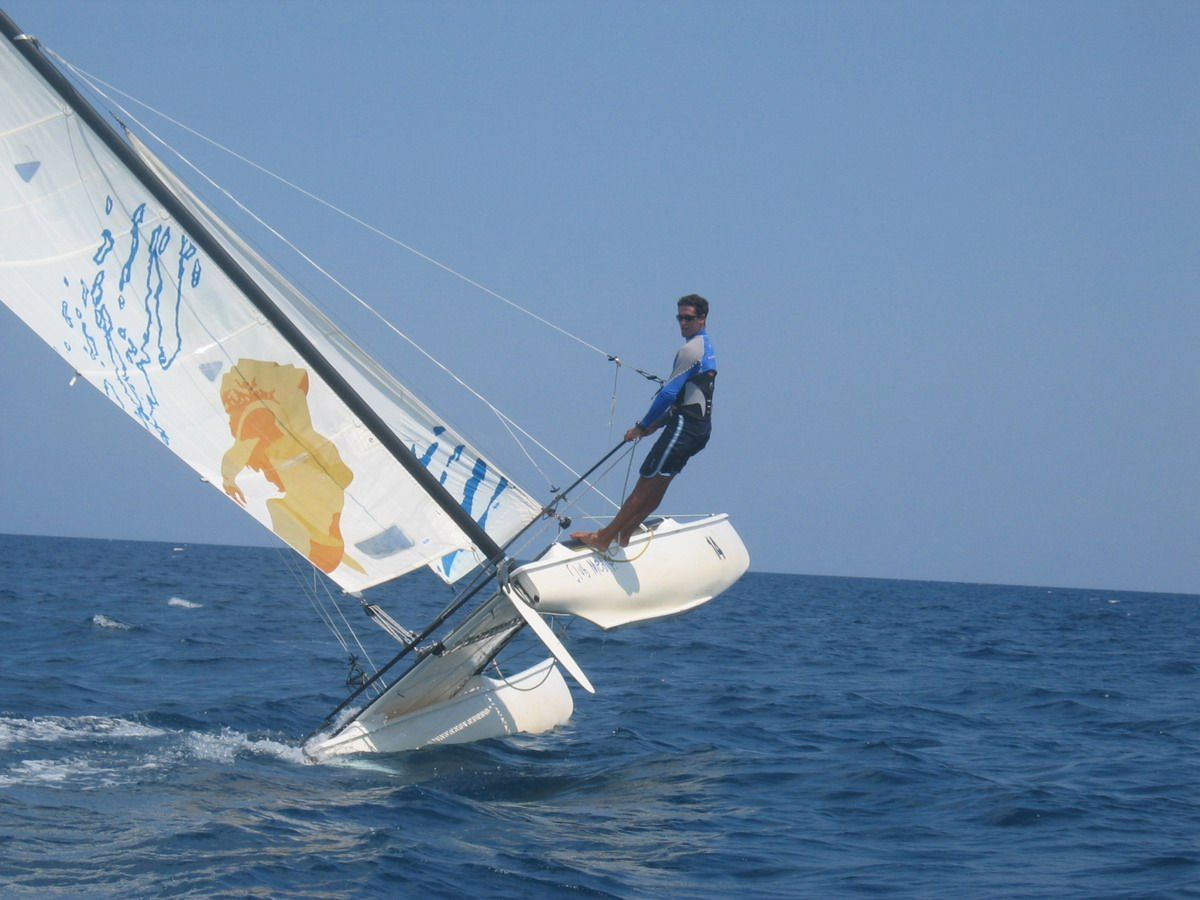
L’usuari d’un catamarà en ràpel amb trapezi i arnès.

Va aparèixer en velers de treball relativament petits (cutters i goletes, velers de pesca ràpida) que són els avantpassats directes dels iots de vela.
Alguns Cúters du Havre (Cf Jolie Brise), coneguts com les orenetes del Canal, van guanyar regates, fent servir llast extern.
El llast extern baixava el centre de gravetat del vaixell i va augmentava el seu parell de redreçament, cosa que permetia portar més velam, però imposava esforços significatius al buc, especialment si s'instal·lava al final d’una aleta profunda a la quilla.
Un dels primers velers que va demostrar espectacularment els avantatges del llast extern va ser el veler francès Velox, construït a Le Havre per les drassanes Augustin Normand.
A finals del segle xix i principis del segle xx, els arquitectes navals van començar a fer, nombrosos experiments sobre els mèrits comparatius de rendiment dels dos mètodes de llast per a iots (sobretot a través de la Copa Amèrica). L'escola anglesa afavoria els vaixells estrets amb llast profund i els de l'escola americana els vaixells amb ample mànega, estabilitzats per la seva forma i una contribució de llast intern (de vegades mòbil), sobrenomenats "bacins de barber". El pintor Gustave Caillebotte, també navegant i dissenyador dels velers que va participar en aquestes regates, va provar les dues fórmules durant molt de temps abans de preferir el llast extern perfilat en una aleta profunda.

## Campana de busseig

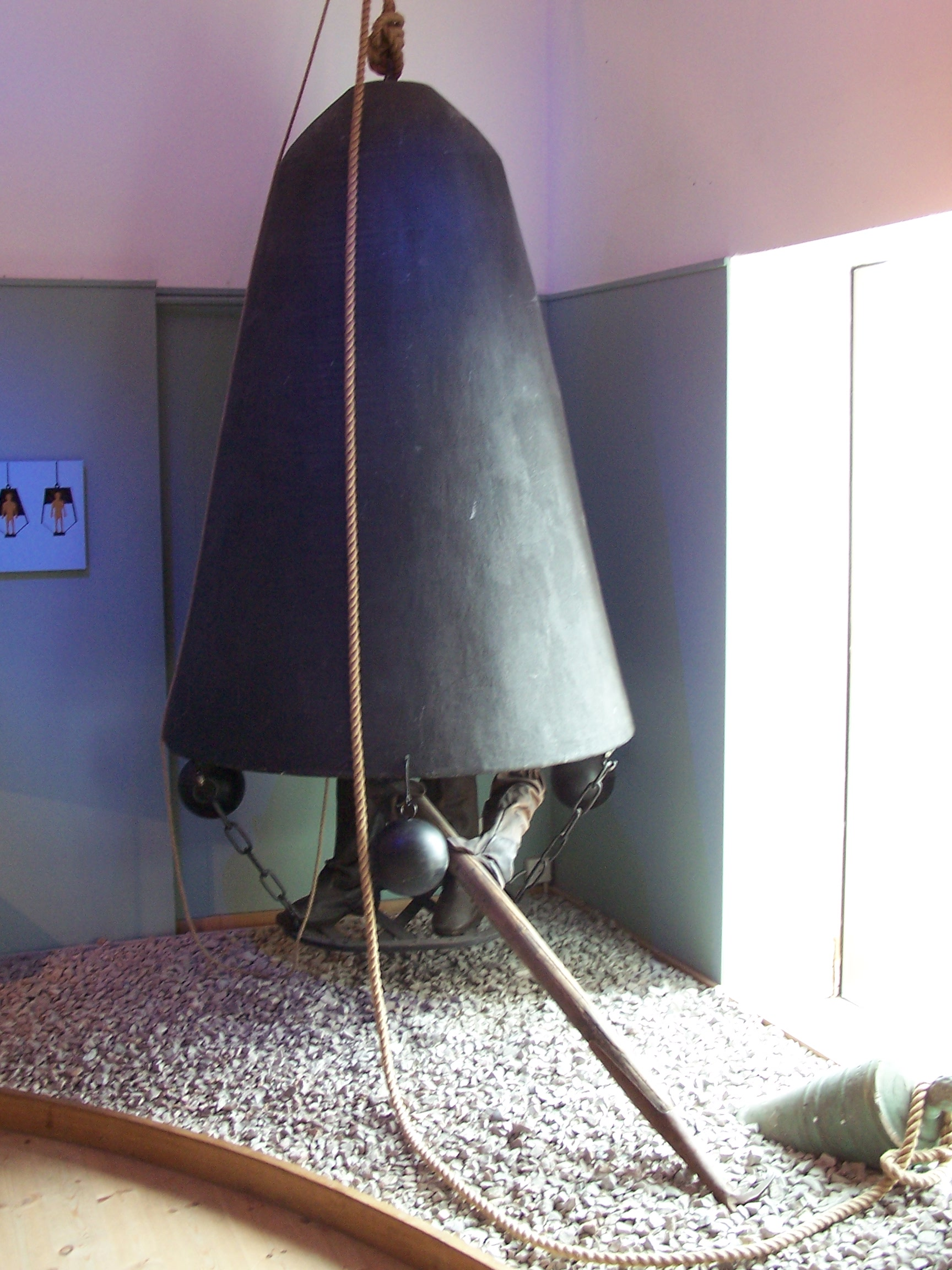
Campana de busseig primitiva

Una campana de busseig també fa servir algun tipus de llast per enfonsar-se dins l'aigua, ja sigui el pes de la pròpia campana o un llast addicional com es veu a la imatge. De fet es tracta d'una cambra rígida que s'utilitza per a transportar els bussejadors des de la superfície fins a certa profunditat i tornar a l’aigua oberta, generalment amb la finalitat de realitzar treballs submarins. Va ser un dels primers tipus d’equips per al treball i l'exploració submarins. Aristòtil va descriure el seu ús per primera vegada al segle iv aC. sent emprada també després del setge de Cadaqués l'any 1655 com ens relata el "Journal des Sçavants" de l'any 1678.
Les campanes de busseig se solen suspendre mitjançant un cable i s'eleven i baixen amb un cabrestant des d’una plataforma de suport superficial. A diferència d'un submergible, la campana de busseig no està dissenyada per moure's sota el control dels seus ocupants, ni per funcionar independentment del seu sistema de llançament i recuperació. Els tipus més habituals són la campana humida de fons obert i la campana tancada, que poden mantenir una pressió interna superior a l’ambient exterior. En temps de Carles V es va fer servir una campana del primer tipus "campana humida".

## Llast de busseig
En el busseig, la pesca submarina i l'apnea, els bussejadors solen estar obligats a portar llast per poder submergir-se adequadament. La naturalesa de la flotabilitat del cos humà associada a la del neoprè del vestit de neoprè tendeix a mantenir la superfície individual. El llast, format generalment per peses, un cinturó de peses o un arnès de peses, ha de ser suficient perquè el bussejador pugui submergir-se sense dificultats o mantenir una parada de descompressió a uns 3 mètres sense esforç. Per tant, cal adaptar els equips : el gruix del vestit de neoprè (hivern / estiu), el pes del bloc (acer, alumini) i la densitat de l’aigua.

### Ajust de pes
El pes és variable en funció de molts factors, com ara l'equip del bussejador, el gruix del vestit, el volum i el tipus del bloc de busseig, la densitat corporal, la salinitat de l’aigua, el nivell d'experiència, etc. Pot variar de 0 (per a un bussejador sense vestit de neoprè) a 12 o 15 .

### Elecció del llast
- Un exercici típic per determinar el llast necessari per als bussejadors és, al final d’una immersió, romandre a la superfície amb la BC buida. El nivell de l’aigua hauria d’arribar a la meitat de la màscara. Per tal d’ajustar el seu pes, és necessari, amb l’ajut d’un altre bussejador, afegir o eliminar gradualment peses per afinar la flotabilitat.
- Generalment, els caçadors subaquàtics i els apneistes ajusten el llast per obtenir una flotabilitat neutra a la profunditat mitjana a la qual operen, sabent que per raons de seguretat generalment no es recomana que tinguin massa pes.

### Tipus de llast

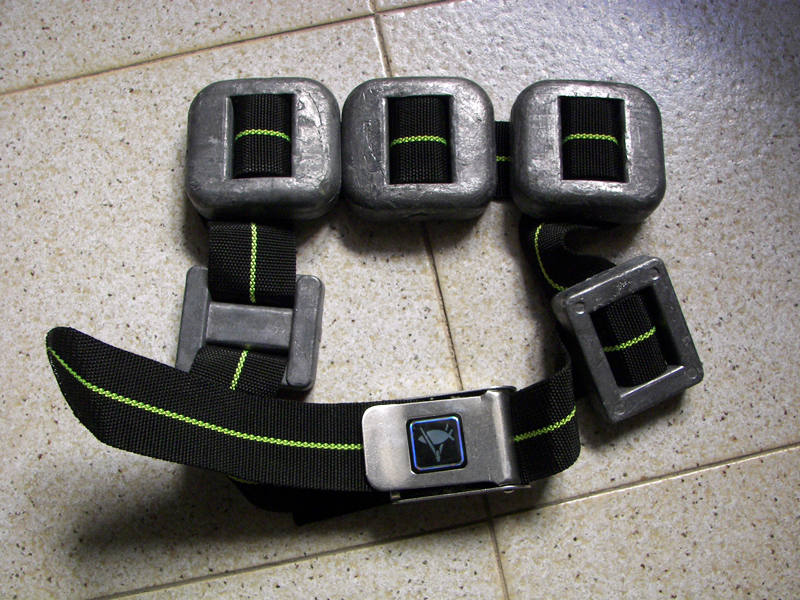
Cinturó de plom.

Per tal d’optimitzar la relació pes / volum del llast, sovint es fa de plom. Aquests pesos són generalment petits blocs de 500g a 2kg  .

#### Cinturó de plom
Es tracta de cinturons d'aproximadament 5 cm d' ample que es fixen mitjançant un sistema de subjecció ràpida al voltant de la cintura. Col·locant i traient les peses a voluntat. Aquest tipus de cinturó es pot equipar amb petites butxaques, com ara cinturons de cartutx, on s'allotgen els ploms;

#### Bosses de granalla
D’utilització més flexible es col·loquen a les butxaques previstes a aquest efecte, de l’armilla d’estabilització. Un sistema de tancament de velcro permet treure'ls ràpidament;

#### Ploms de turmell
Es fixen en polseres al voltant dels turmells i ajuden a mantenir una posició horitzontal. S'utilitzen poc perquè cansen d’utilitzar-los a puntades de peu, que és un factor que augmenta el consum d’oxigen. Els bussejadors de vestits secs els utilitzen per mantenir un ajust neutre del cos;

#### Arnès amb ploms

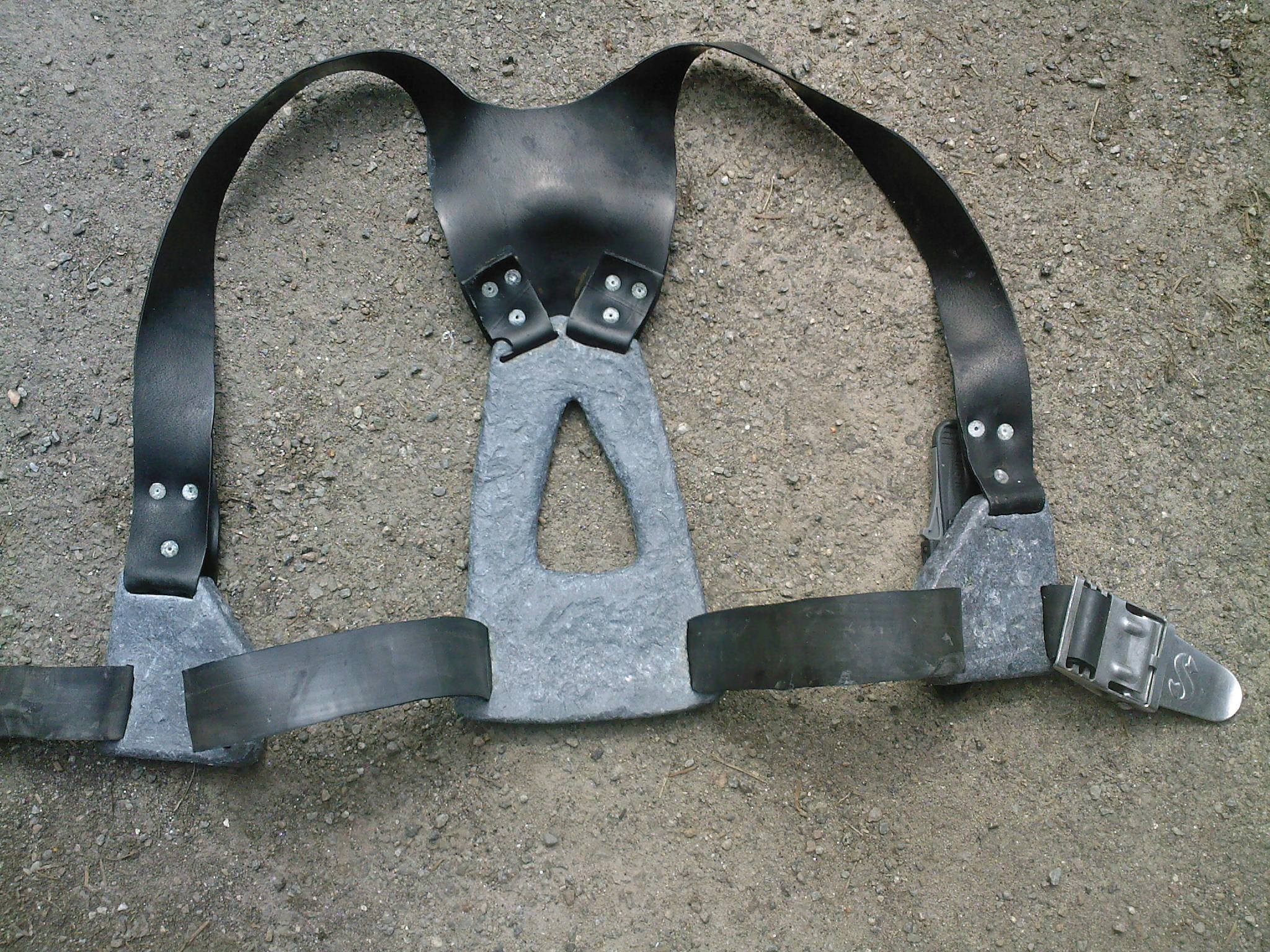
Arnès de pesca submarina artesanal

Utilitzat cada vegada amb més freqüència per a la pesca submarina, consisteix generalment en dos pesos ventrals i una placa de plom dorsal que permet distribuir millor el llast i alleujar així els ronyons;

#### Sabates de llast
Utilitzades per bussejadors professionals per poder moure’s i treballar amb més facilitat al fons de l’aigua ;

#### Arnès de llast
Utilitzat principalment per bussejadors d'apnea i submarinistes a causa del gran llast que requereix la seva pràctica;

## Seguretat del llast

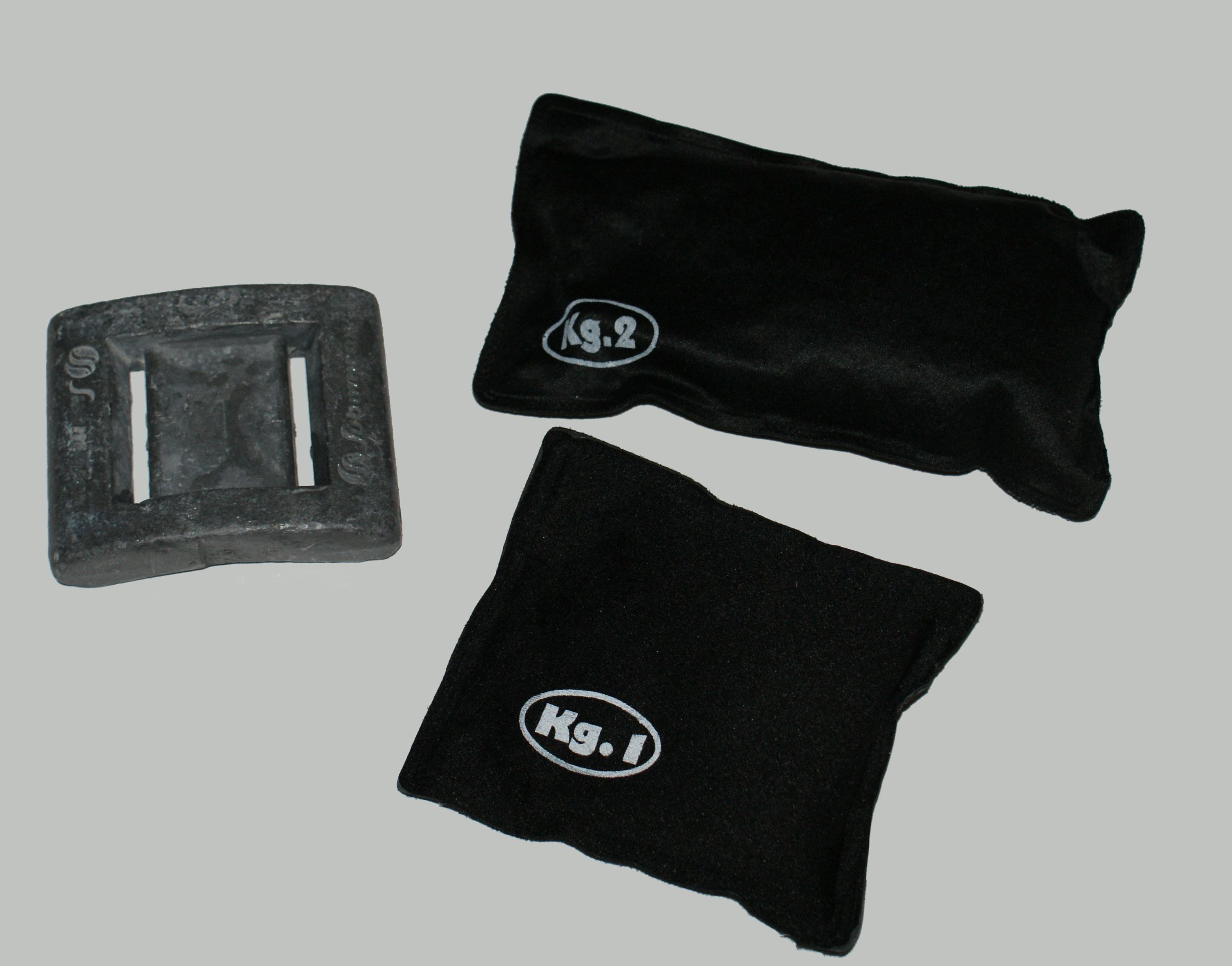
Pes fort del cinturó i bosses que contenen perdigons de plom per al busseig.

El llast s'ha de considerar amb precaució en el busseig, ja que pot ser una font d’ accidents. :

### Durant el descens
Si el llast és massa pesant, el bussejador tendirà a enfonsar-se i no necessàriament tindrà el temps necessari per realitzar correctament les seves maniobres d’equilibri. Llavors s'arrisca a un accident barotraumàtic.

### Durant la immersió
Si el llast és massa important, el bussejador haurà d’esforçar-se més per mantenir-se per sobre del fons i moure’s, corre el risc de consumir més aire i, per tant, de quedar-se sense ell al final de la immersió, i també està a mercè de tenir hipercàpnia

Si el llast no és suficient, el bussejador pot ser transportat cap a la superfície, exposant-se a un accident de descompressió, o fins i tot a una sobrepressió pulmonar.

### Durant l'ascens
A part dels riscos esmentats anteriorment, augmentats per la proximitat a la superfície i una major variació de la pressió, el bussejador també pot, en cas de dèficit de llast, no mantenir les parades de descompressió i, per tant, arriscar-se un accident de descompressió a causa d’un ascens massa ràpid.
En cas que es produeixi un accident sota l'aigua durant un submarinisme, si el company no aconsegueix aixecar la seva víctima i l'allibera del cinturó (o del sistema de pes), els dos bussejadors s'arrisquen a ser arrossegats cap a la superfície sense poder per controlar la seva velocitat de pujada. És per això que, en qualsevol altre cas, no s'ha d’eliminar un llast per la part inferior, en cas contrari hi ha el risc d’alçar un globus.
D’altra banda, els apneistes poden deixar caure el llast o el d’un company en dificultats sense la més mínima vacil·lació.